# Spearfish (torped)
Spearfish är en tung torped utvecklad av BAE-systems. Torpeden är bland de mest avancerade i världen och används i den brittiska flottans ubåtar av Trafalgar-, Vanguard- och Astute-klasserna.
Torpeden har en längd på 5 meter och en vikt på 1850 kg. Dess högsta hastighet under vatten är 112 km/h. Den har en riktad sprängladdning på 300 kg bestående av aluminiserad PBX. Bränslet består av Ottobränsle 2.
Torpeden är trådstyrd, men har också förmåga att helt autonomnt söka upp sitt mål med aktiv och passiv sonar.